# Справка об отсутствии судимости
Справка об отсутствии (наличии) судимости — документ (справка), который подтверждает отсутствие (наличие) судимости гражданина.
Данный документ может потребоваться: для трудоустройства или получения лицензии в некоторых сферах деятельности (госслужба, медицина, педагогика, операции с ценными бумагами), для получения вида на жительство или иностранного гражданства, для разрешения на оружие, а также для усыновления, удочерения детей.

## Получение
В Российской Федерации выдачу справок об отсутствии судимости осуществляет МВД России. Справка может быть получена как гражданином России, так и иностранным гражданином или лицом без гражданства на основании заявления установленной формы и предъявления признаваемого федеральным законом или международным договором России удостоверения личности. Подача заявления на получение справки возможна путём личного обращения лица или его законного представителя в МВД России, а также через портал госуслуг. Услуга по выдаче справки об отсутствии судимости бесплатна, установленный срок её исполнения — 30 календарных дней с подачи заявления.